# ダッジ・マタドール
マタドール（Matador ）は、クライスラー（現:フィアット・クライスラー・オートモービルズ）の一部門であるダッジがかつて販売していた乗用車である。

## 概要
1959年にダッジ・コロネット（4代目）の後継として販売が開始されたフルサイズの乗用車。約1年という短い販売期間だったが27,908台を世に送り出した。後継はダッジ・ポラーラ。後にアメリカン・モーターズが同名の車種(AMC・マタドール)を発売するが関係は無い。